# Mała Kamienna
Die Mała Kamienna, auch Kamienna Mała (deutsch Kleiner Zacken), ist ein linker Nebenfluss der Kamienna (Zacken) im polnischen Teil des Isergebirges.

## Verlauf
Die Kamienna entspringt an den Hängen der Izerskie Garby im Hohen Iserkamm und stellt in ihrem Oberlauf die landschaftliche Grenze zwischen dem Hohen Iserkamm und dem Zackenkamm dar. In diesem Abschnitt erscheint sie als typischer Gebirgsfluss mit starker Strömung in einem steindurchsetzten Flussbett. Sie nimmt zahlreiche Nebenbäche auf. Bei Piechowice am Fuß des Isergebirges tritt die Mała Kamienna in das weite Hirschberger Tal ein, wo sie in die Kamienna mündet.